# Ana Jelovšek
Ana Jelovšek, šivilja in ljubica Franceta Prešerna, mati njegovih treh nezakonskih otrok, * 6. julij 1823, † 18. november 1875.
Rojena je bila v revni družini, njena krstna botra je bila mati Julije Primic. Veljala je za lepo, a vihravo dekle, ki je na moč ugajala številnim moškim. Prešeren jo je spoznal pri Blažu Crobathu in sprva do nje gojil ljubezenska čustva. Ko je rodila prvega otroka, ga je dala v rejo; to je povzročilo nepremostljivo razpoko v razmerju s pesnikom, ki nikoli ni zmogel urediti odnosov z Ano. Burno in naporno razmerje z Jelovškovo je pomembno vplivalo na Prešernovo življenje.
Andrej Smole je umrl 30. novembra 1840. za kapjo, potem ko si je za svojega večletnega bivanja na tujem pokvaril popolnoma svoje živčevje. Bil je ravno njegov god in povabil je bil več gospodov na večerjo „na zajca.“ Samo ob sebi se razume, da je bil tudi Prešeren povabljen. Ko je Prešeren vstopil, zgrudil se je Smole od kapi zadet v njegovo naročje. Hitro so poslali po zdravnika in duhovnika — toda Smole je bil ob besedo. Ves zasopel, potrt in prepaden pride Prešeren moji materi povedat, da je izgubil svojega najzvestejšega prijatelja. Moja uboga, otročja mati pa, mesto da bi kazala sočutje v njegovi bolesti, ga vpraša, „kdo je potem zajca snedel.“ Globoko užaljen se obrne Prešeren proč. (Ernestina Jelovšek, Spomini na Prešerna (1903)